# Blace (Toplica)
Blace (em cirílico: Блаце) é uma vila da Sérvia localizada no município de Blace, pertencente ao distrito de Toplica, na região de Toplica. A sua população era de 5261 habitantes segundo o censo de 2011.

## Demografia
| 1948 | 1953 | 1961 | 1971 | 1981 | 1991 | 2002 | 2011 |
| ---- | ---- | ---- | ---- | ---- | ---- | ---- | ---- |
| 1824 | 2181 | 2564 | 3373 | 4409 | 5228 | 5465 | 5261 |